# Sphaerogastrella
Sphaerogastrella är ett släkte av tvåvingar. Sphaerogastrella ingår i familjen daggflugor.

## Arter inomSphaerogastrella[1]
- Sphaerogastrella albimana
- Sphaerogastrella angustifrons
- Sphaerogastrella flabellata
- Sphaerogastrella granulosa
- Sphaerogastrella hypsela
- Sphaerogastrella javana
- Sphaerogastrella novoguinensis
- Sphaerogastrella papuana
- Sphaerogastrella rostralis
- Sphaerogastrella scutellaris